# Gli occhi della tigre
Gli occhi della tigre è un singolo del rapper italiano Nayt, pubblicato il 12 marzo 2018 come primo estratto dal quarto album in studio Raptus volume 3.

## Tracce
1. Gli occhi della tigre (Prod. by 3D e Skioffi) – 2:58

## Formazione
- Nayt - voce
- 3D - produzione